# Elizabeth S. Allman
Elizabeth Spencer Allman (1965) es una matemática estadounidense.  Profesora  de matemática en el Departamento de Matemática y Estadística en la Universidad de Alaska Fairbanks.
Allman defendió su Ph.D. en 1995 por la Universidad de California en Los Ángeles bajo la supervisión de Murray M. Schacher. En 2012, Allman devino miembro de la Sociedad Matemática americana.
Con su colega de Fairbanks John A. Rhodes, son los autores del libro Modelos Matemáticos en Biología: Una Introducción (Cambridge Prensa Universitaria, 2004).